# Мариинский (Башкортостан)
Мариинский (баш. Мариинский) — село в Стерлитамакском районе Башкортостана, входит в состав Отрадовского сельсовета.

## История
До 25 февраля 1993 года — посёлок базы Заготскота, переименован в поселок Мариинский Указом Президиума Верховного Совета Республики Башкортостан от 25 февраля 1993 года N 6-2/58 «О переименовании поселка базы Заготскота Новоивановского сельсовета в Стерлитамакском районе».

## Географическое положение
Расстояние до:
- районного центра (Стерлитамак): 5 км,
- центра сельсовета (Новая Отрадовка): 7 км,
- ближайшей ж/д станции (Стерлитамак): 5 км.

## Население
| 2002 | 2009 | 2010  | 2021  |
| ---- | ---- | ----- | ----- |
| 361  | ↗906 | ↗1896 | ↗8356 |

Национальный состав
Согласно переписи 2002 года, преобладающие национальности — башкиры (31 %), русские (27 %).
Согласно переписи 2020 года, преобладающие национальности — русские (43 %), татары (27,4 %), башкиры (23,7 %).